# Sze Yu
Sze Yu (chinesisch 施羽, Pinyin Shī Yǔ, * 8. August 1962 in Shanghai) ist ein ehemaliger australischer Badmintonspieler chinesischer Herkunft.

## Karriere
Nachdem Sze Yu 1984 bereits für Hongkong im Thomas Cup gestartet war, emigrierte er nach Australien. Für sein neues Heimatland gewann er 1985 überraschend Silber beim World Badminton Grand Prix. Ein Jahr später gab es erneut Silber bei den Commonwealth Games im Einzel sowie Bronze mit dem australischen Team. 1988 siegte er bei den US Open. Bei den nationalen Meisterschaften gewann Yu mehrere Titel.
1994 wurde er vom australischen Badmintonverband mit dem Conspicuous Service Award ausgezeichnet.
Sze Yu startete nach seiner Badmintonlaufbahn eine Karriere als Schauspieler.

## Sportliche Erfolge
| Saison | Veranstaltung              | Disziplin    | Platz | Name       |
| ------ | -------------------------- | ------------ | ----- | ---------- |
| 1985   | Auckland International     | Herreneinzel | 1     | Sze Yu     |
| 1985   | Scottish Open              | Herreneinzel | 1     | Sze Yu     |
| 1985   | World Badminton Grand Prix | Herreneinzel | 2     | Sze Yu     |
| 1986   | Chinese Taipei Open        | Herreneinzel | 1     | Sze Yu     |
| 1986   | Australische Meisterschaft | Herreneinzel | 1     | Sze Yu     |
| 1986   | Commonwealth Games         | Herreneinzel | 2     | Sze Yu     |
| 1986   | Commonwealth Games         | Team         | 3     | Australien |
| 1987   | Carlton-Intersport-Cup     | Herreneinzel | 1     | Sze Yu     |
| 1988   | Australian Open            | Herreneinzel | 2     | Sze Yu     |
| 1988   | US Open                    | Herreneinzel | 1     | Sze Yu     |
| 1989   | Australian International   | Herreneinzel | 1     | Sze Yu     |